# Trabea paradoxa
Trabea paradoxa là một loài nhện trong họ Lycosidae.
Loài này thuộc chi Trabea. Trabea paradoxa được Eugène Simon miêu tả năm 1876.